# Vilkiautinis
Vilkiautinis är en ort i Litauen. Den ligger i den södra delen av landet, 100 km sydväst om huvudstaden Vilnius. Vilkiautinis ligger 127 meter över havet och antalet invånare är 353.
Terrängen runt Vilkiautinis är platt, och sluttar österut. Runt Vilkiautinis är det ganska tätbefolkat, med 54 invånare per kvadratkilometer. Närmaste större samhälle är Druskininkai, 11,6 km söder om Vilkiautinis. I omgivningarna runt Vilkiautinis växer i huvudsak blandskog.